# Autódromo Internacional de Sebring
O Sebring International Raceway é um autódromo estadunidense, localizado na cidade de Sebring, Flórida. A pista tem 3,74 milhas (6,02 km) de distância, uma parte do circuito ocupa o Aeroporto Regional de Sebring.
A primeira corrida do circuito foi em 1950, em 1952 recebeu a primeira edição das 12 Horas de Sebring, em 1959 recebeu a primeira edição do Grande Prêmio dos Estados Unidos de Fórmula 1

## Vencedores

### Fórmula 1
| Ano  | Piloto        | Chassi/Motor  | Resumo   |
| ---- | ------------- | ------------- | -------- |
| 1959 | Bruce McLaren | Cooper-Climax | Detalhes |